# كاي هانسن
كاي هانسن (بالدنماركية: Kaj Hansen)، من مواليد 16 أغسطس 1940 في كوبنهاغن في الدنمارك ، لاعب كرة قدم دنماركي سابق.
لعب مع منتخب الدنمارك لكرة القدم.
توفي في 2 يوليو 2009.

## روابط خارجية
- كاي هانسن على موقع قاعدة بيانات كرة القدم.إي يو (الإنجليزية)
- كاي هانسن على موقع ناشيونال فوتبول تيمز (الإنجليزية)
- كاي هانسن على موقع Soccerway.com (الإنجليزية)